# Sarwat Mahmoud Fahmy Okasha
Sarwat Mahmoud Fahmy Okasha es un diplomático de carrera egipcio retirado.
- En 1939 fue oficial de caballería.
- De 1948 a 1949 fue empleado en la Guerra árabe-israelí de 1948
- De 1953 a 1954 fue agregado militar en Berna.
- De 1954 a 1956 fue agregado militar en París y Madrid.
- De 1956 a 1957 fue agregado de Gamal Abdel Nasser
- De 1957 a 1958 fue embajador de la República Árabe Unida en Roma.
- De 1958 a 1962 fue ministro de cultura y National Guidance y Presidente del Supreme Council for Literature, Art and Social sciences.
- En 1962 fue presidente del consejo de dirección del National Bank of Egypt y miembro de consejo executivo de la Unesco.
- De 1964 a 1966 fue miembro de la Asamblea Nacional de Egipto y Presidente de la Foreign Affairs Commision.
- De 1966 a 1968 fue primer ministro adjunto y ministro de cultura.
- De 1968 a 1971 fue ministro de cultura.
- De 1971 a junio de 1972 fue asistente de Gamal Abdel Nasser y presidente del consejo supremo de Literatura, arte y ciencias sociales.
- Desde 1965 fue miembro de la Egypt-France Asscn.[1]